# Bệnh võng mạc

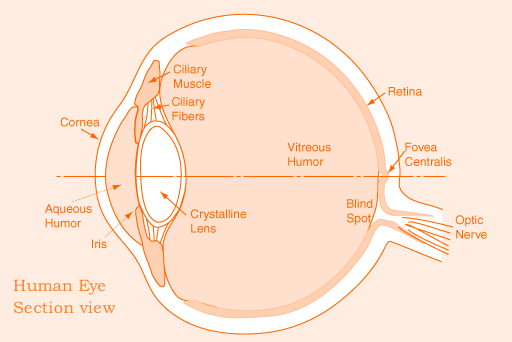
Thành phần bên trong mắt. Retina: Võng mạc (đáy mắt)

Bệnh võng mạc là tên gọi chung của một số các chứng bệnh về mắt do rối loạn trong võng mạc (hay còn gọi là đáy mắt). Bệnh võng mạc đứng thứ hai, sau cườm thủy tinh thể mắt, trong các loại bệnh gây mù lòa.

## Nguyên nhân
- Bệnh võng mạc do biến chứng đái tháo đường

Tại Việt Nam khoảng 1,2 triệu người bị bệnh đái tháo đường. Trong đó 20% bệnh nhân (240.000) bị bệnh võng mạc.
- Bệnh võng mạc ở trẻ sinh non (ROP: retinopathy of prematurity)

Bệnh mắt do sự phát triển bất thường của mạch máu võng mạc ở trẻ sinh non (tức là thiếu tháng), nhẹ cân. Nếu không được phát hiện và điều trị kịp thời thì sẽ có nguy cơ bị mù vĩnh viễn cả hai mắt.
- Bệnh võng mạc do biến chứng tăng huyết áp
- Rách và Bong Võng Mạc [1]